# Magny-Châtelard
Magny-Châtelard é uma comuna francesa na região administrativa de Borgonha-Franco-Condado, no departamento de Doubs. Estende-se por uma área de 4,2 km². Em 2010 a comuna tinha 61 habitantes (densidade: 14,5 hab./km²).